# Halecia simplex
Halecia simplex es una especie de escarabajo del género Halecia, familia Buprestidae. Fue descrita científicamente por Kirsch en 1873.